# Cementerio municipal de la Purísima Concepción
El Cementerio Municipal de la Purísima Concepción es el principal cementerio de la ciudad española de Melilla. Se encuentra situada en la Plaza del Cementerio, al final de la Cañada del Agua

## Historia
Se empezó a construir en diciembre de 1890, por Real orden del 27 de noviembre de 1889 y bajo proyecto del comandante de ingenieros Eligio Suza y contrata de Manuel Fernández, inaugurándose el 1 de enero de 1892, siendo bendecido por el vicario Juan Verdejo.
El primer cadáver que recibió sepultura en él fue el de Francisco López López, un niño de cuatro meses de edad.
En 1906 se le añadió un nuevo patio, fue ampliado 1911 y 1912 Entre 2019 y 2020 se construyó una plaza frente a su fachada y una rampa en la entrada principal.

## Descripción
Consta de 36 patios y numerosas sepulturas y mausoleos de especial interés:

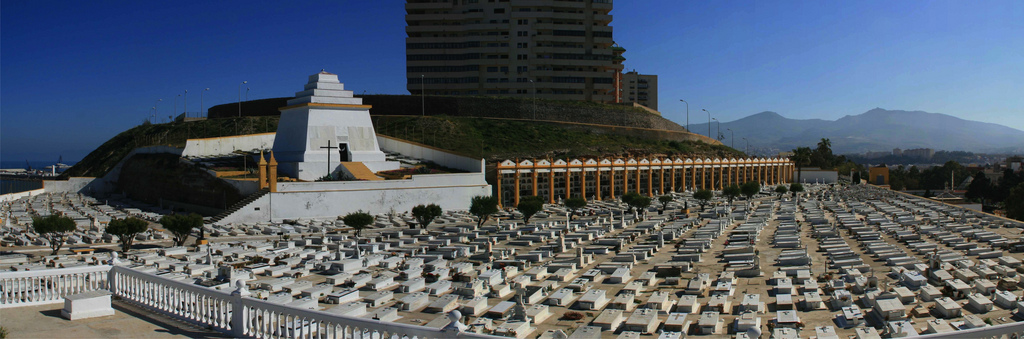
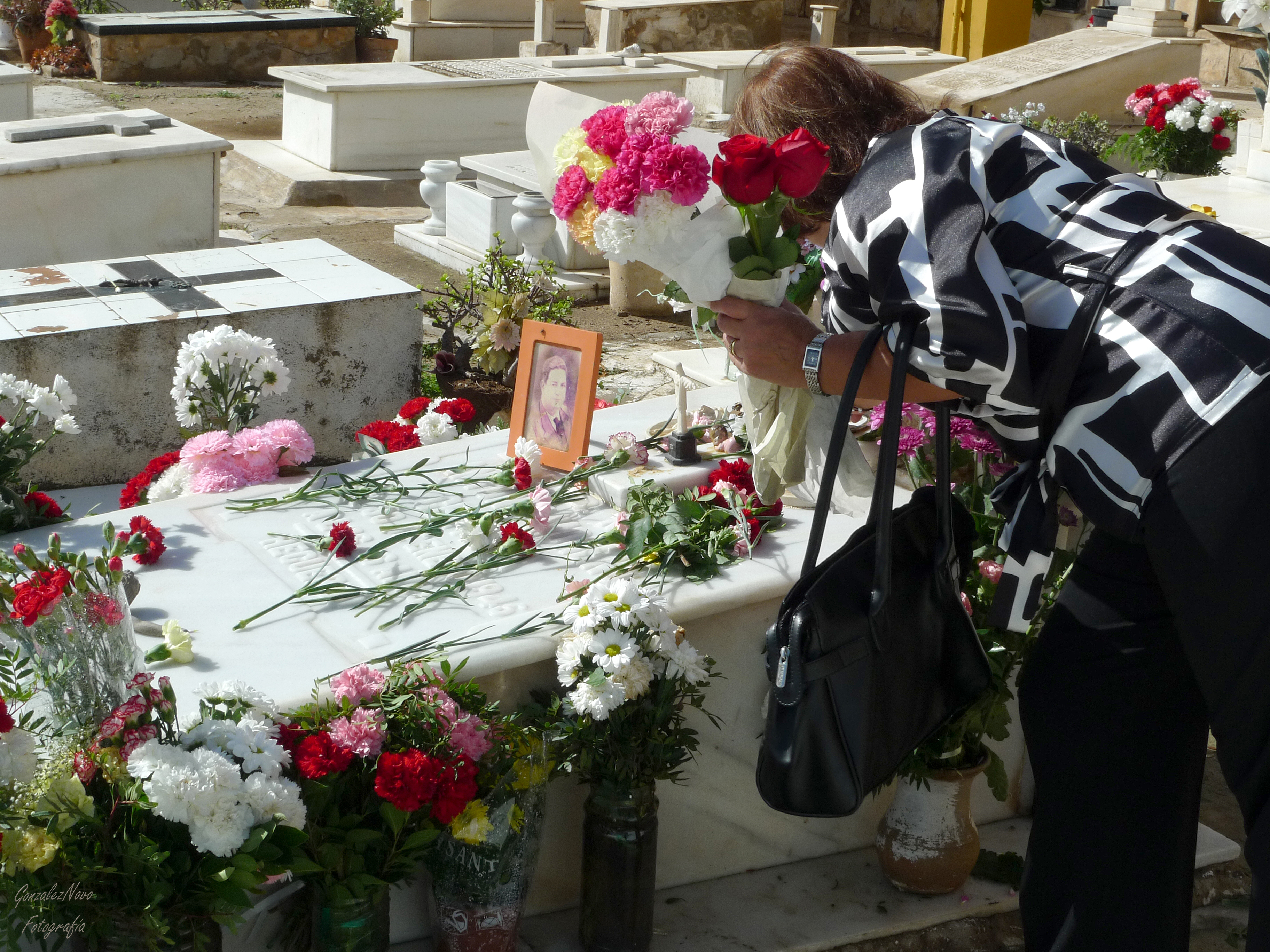
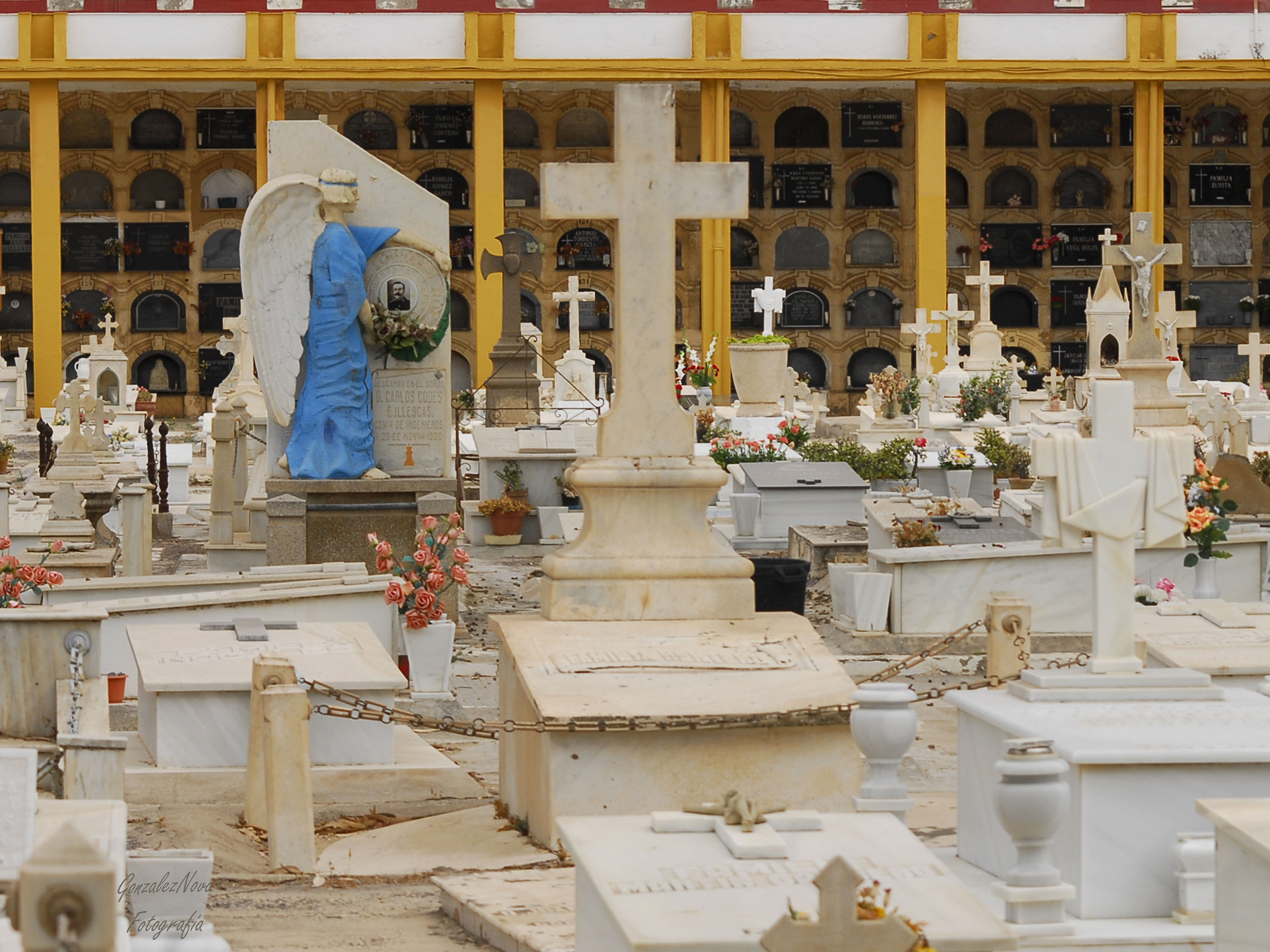
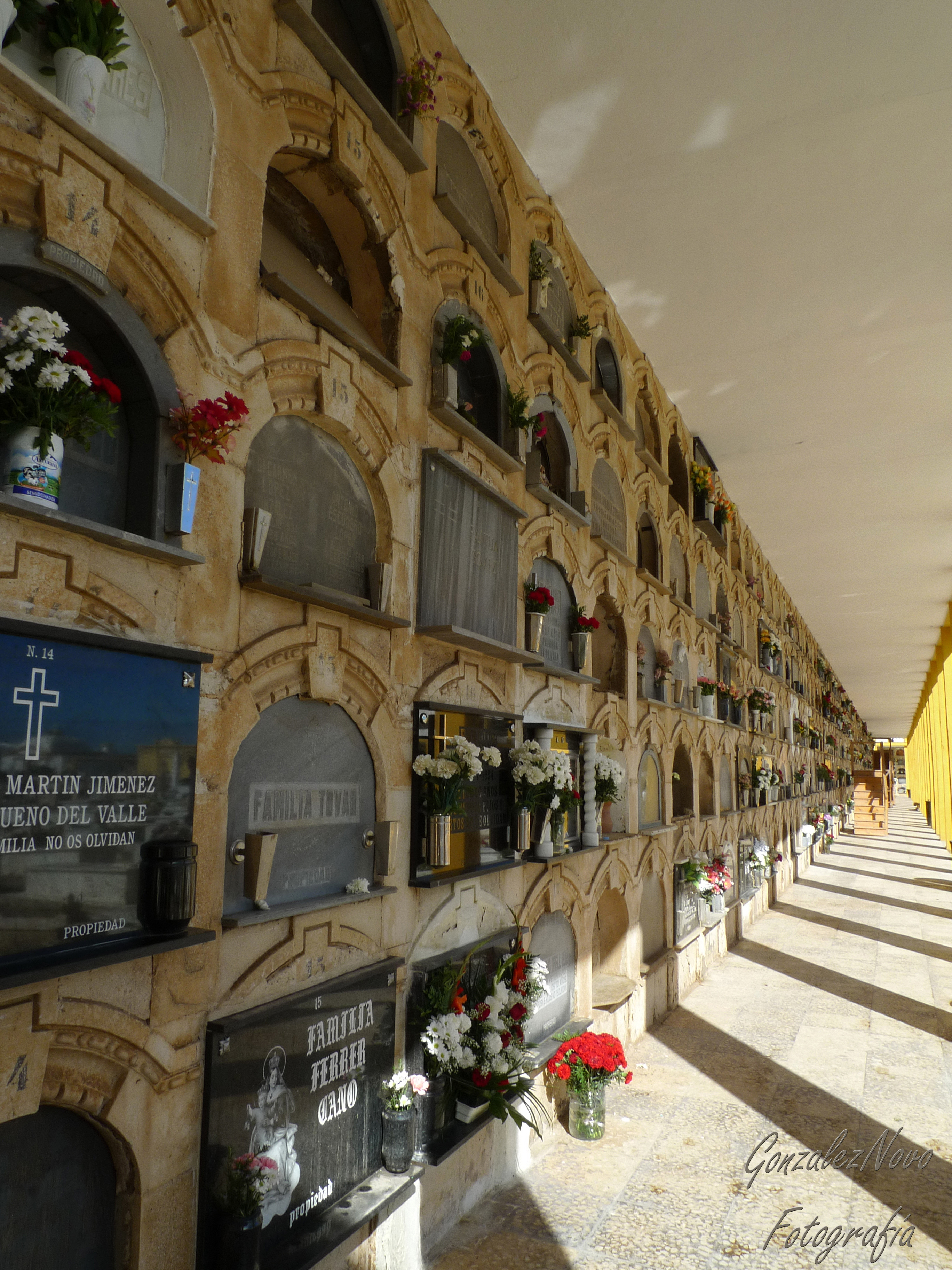
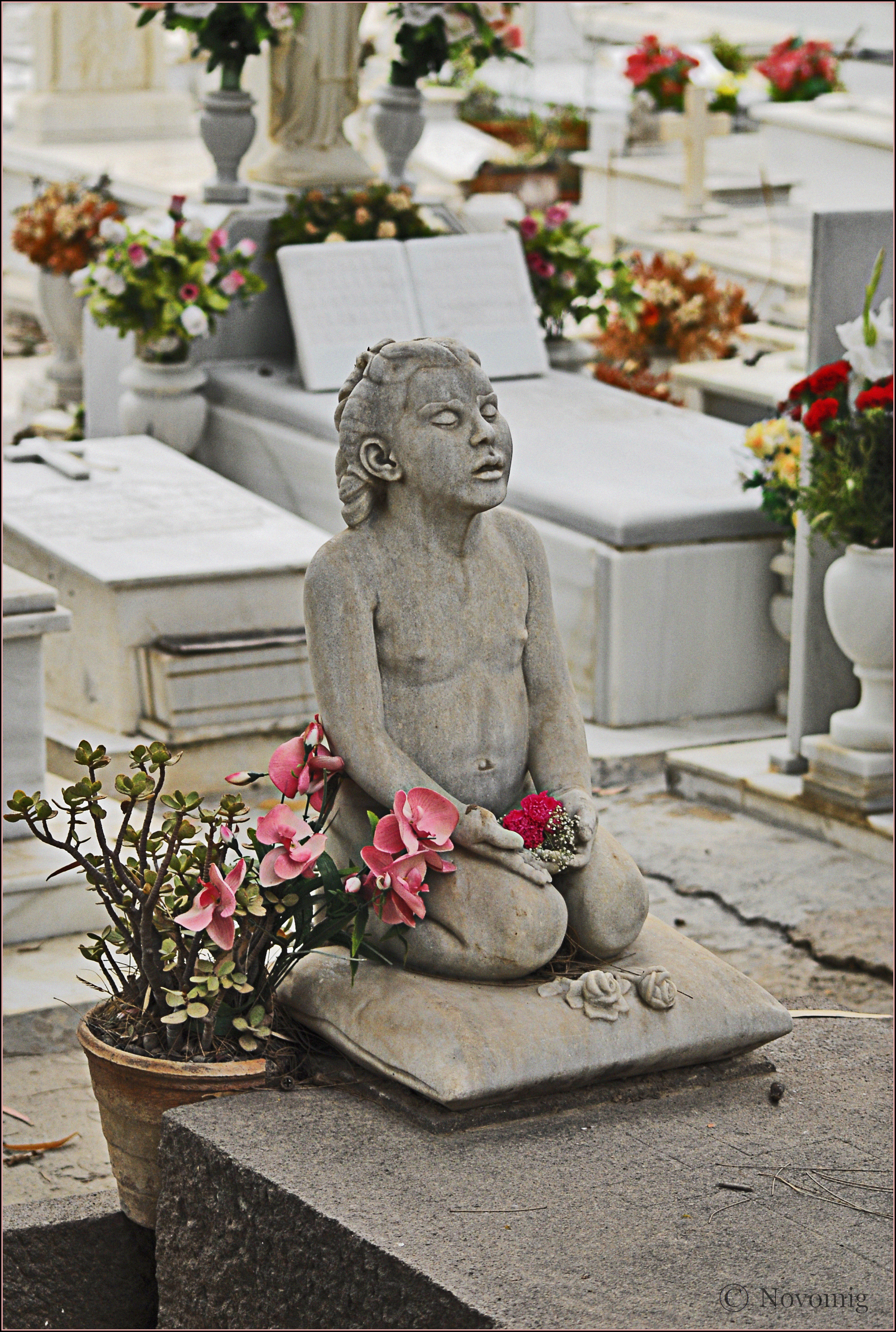
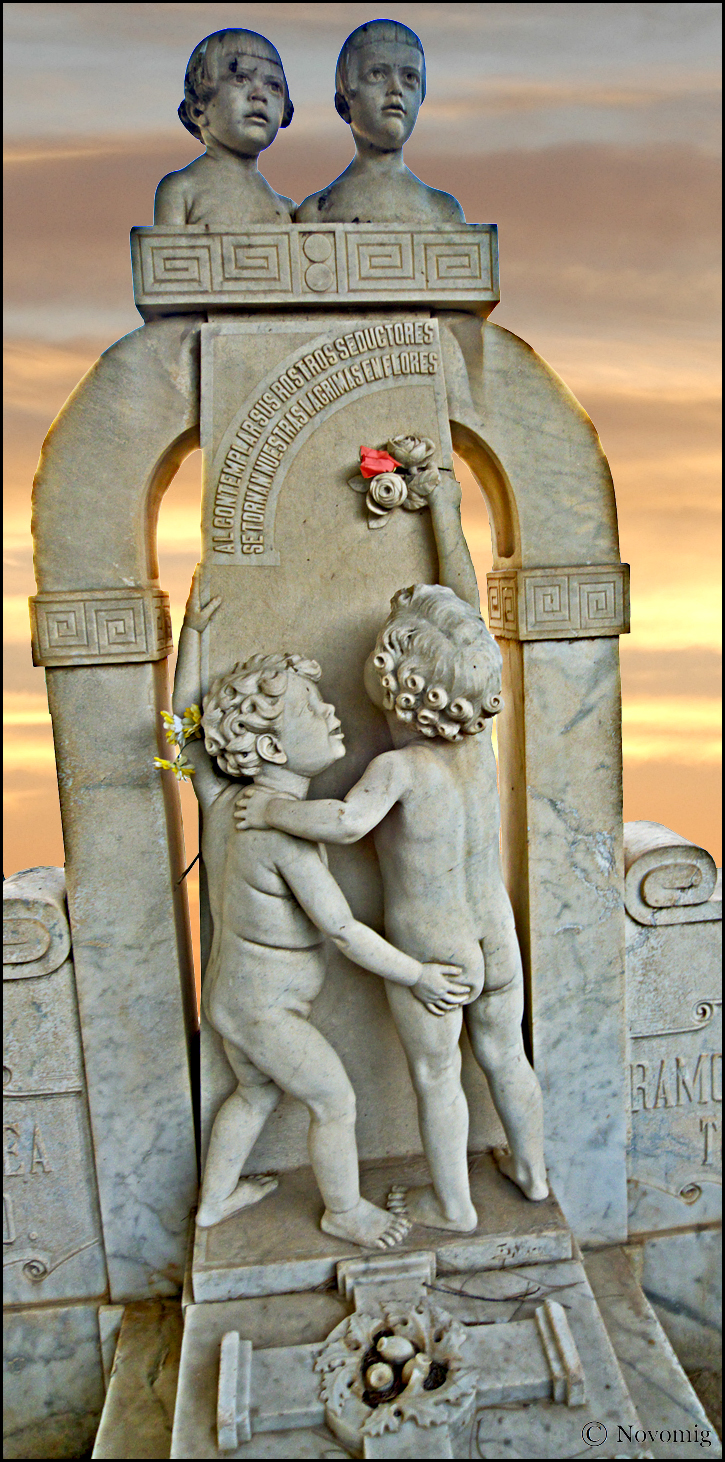
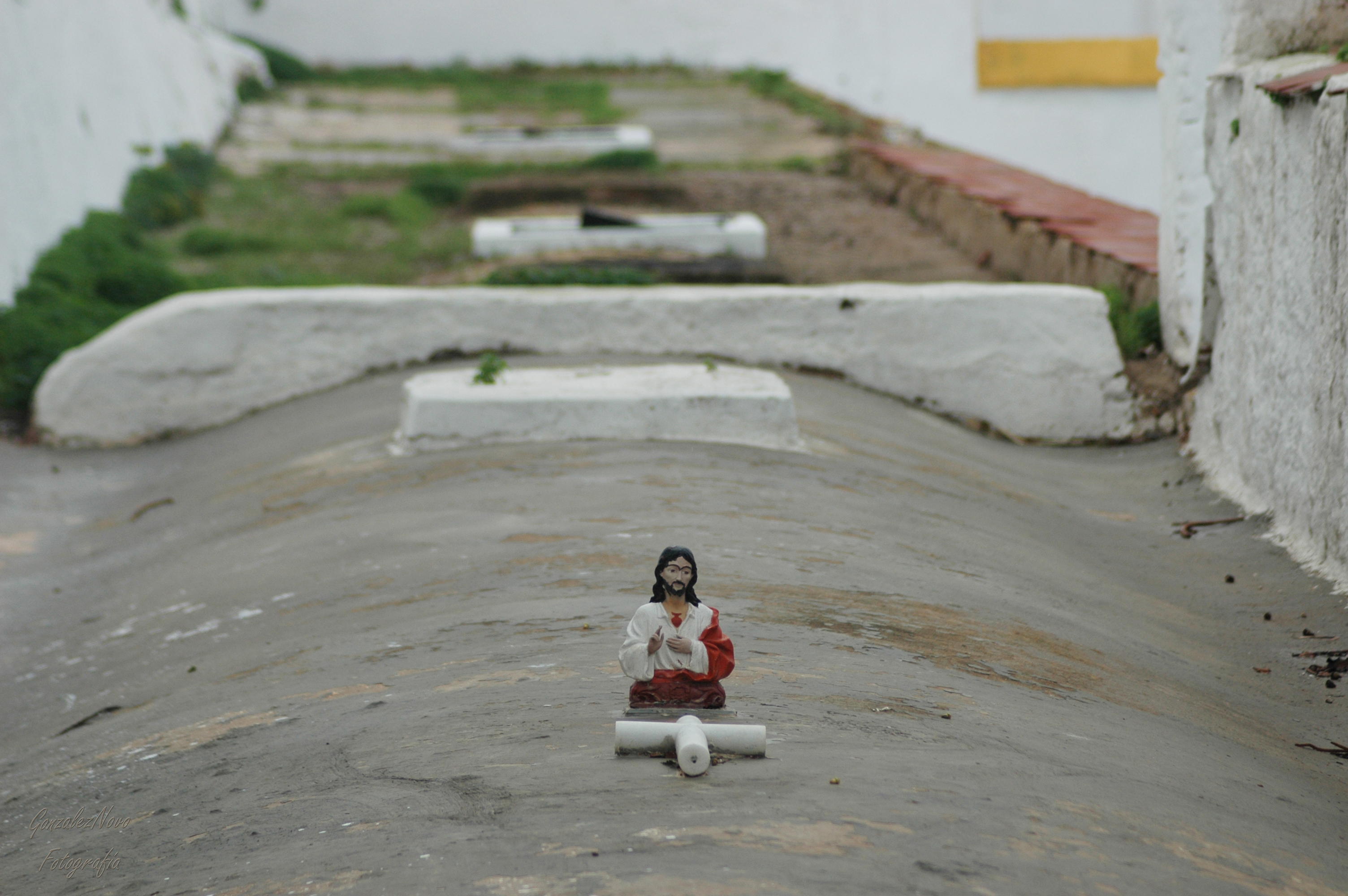
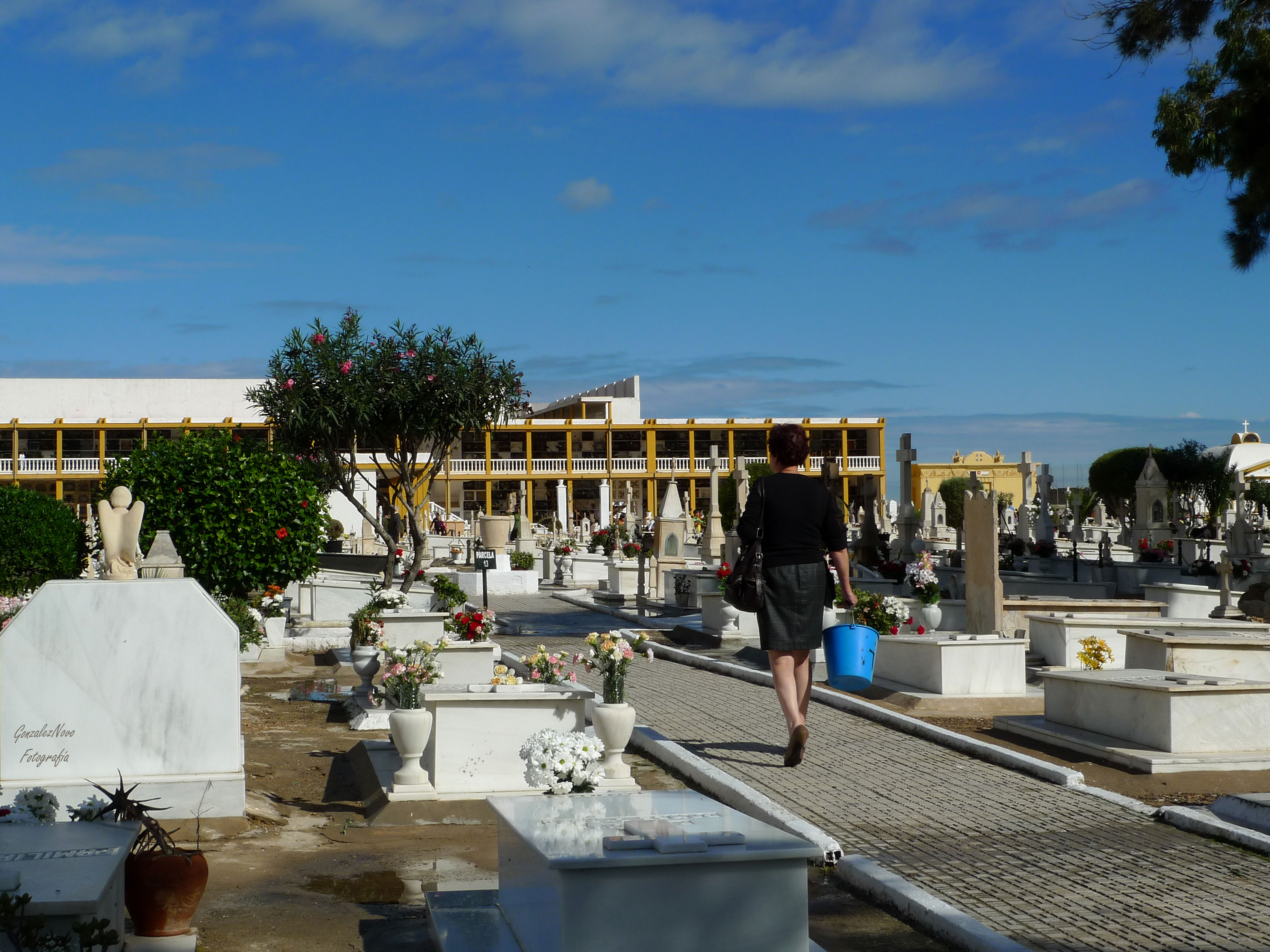
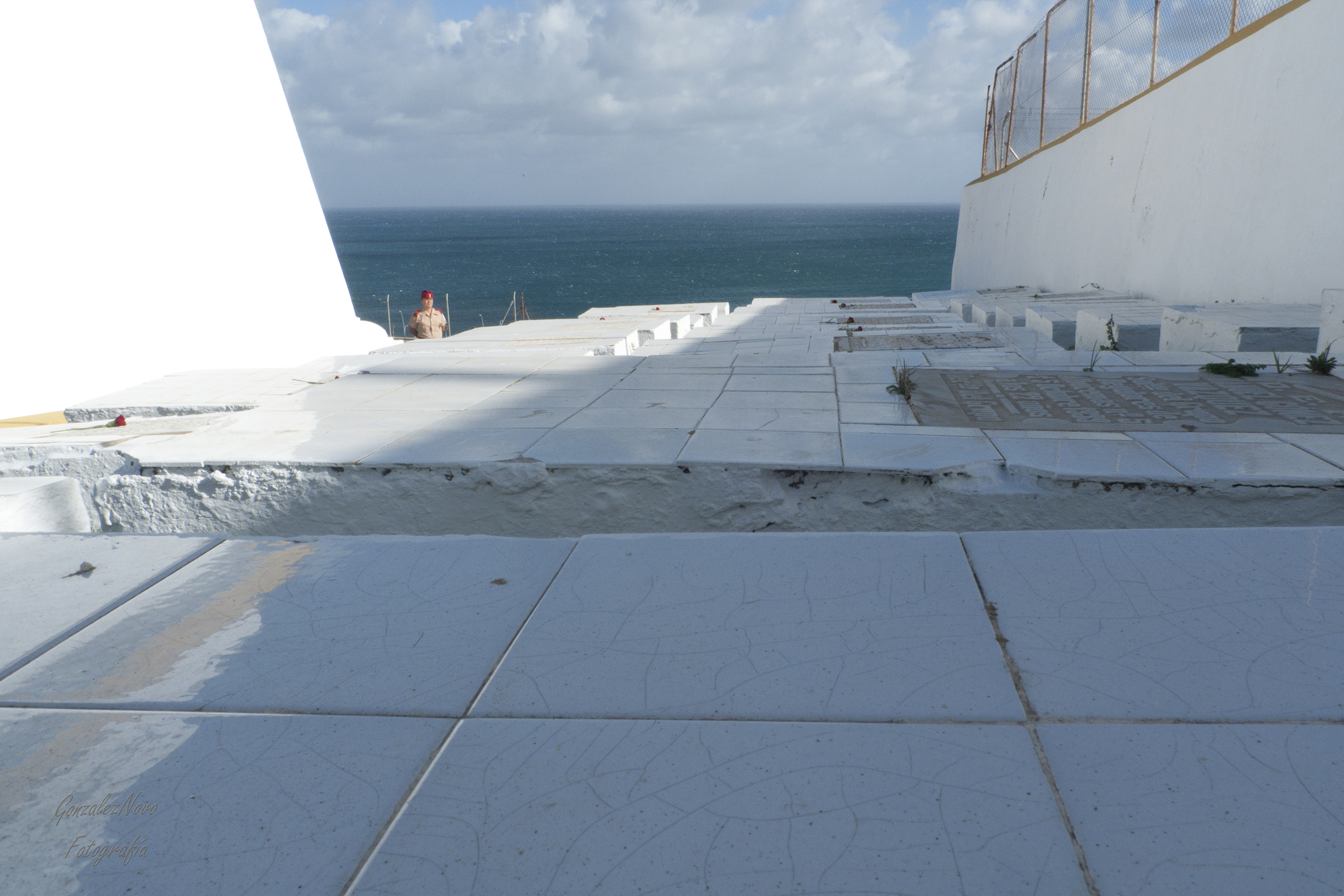
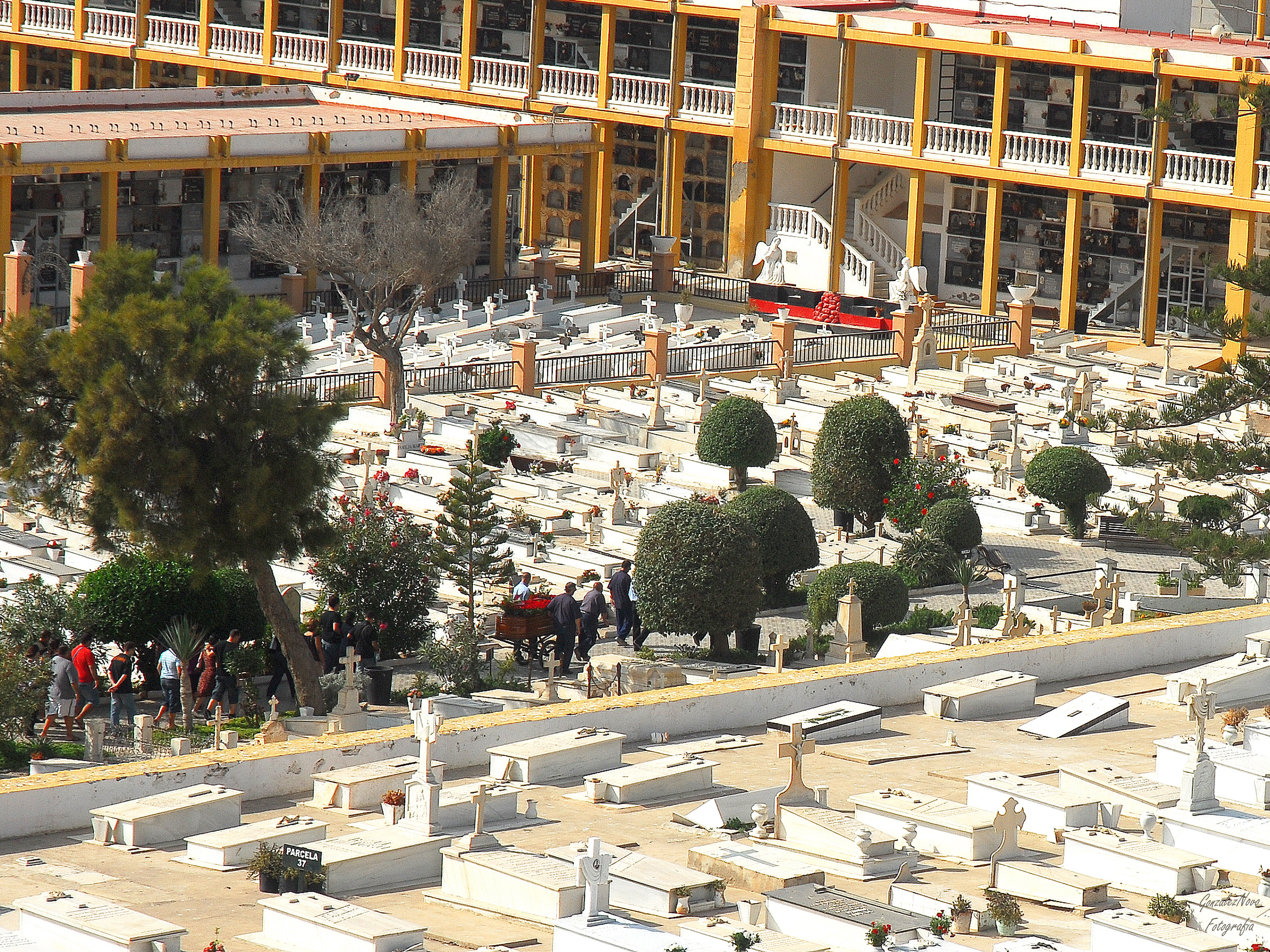
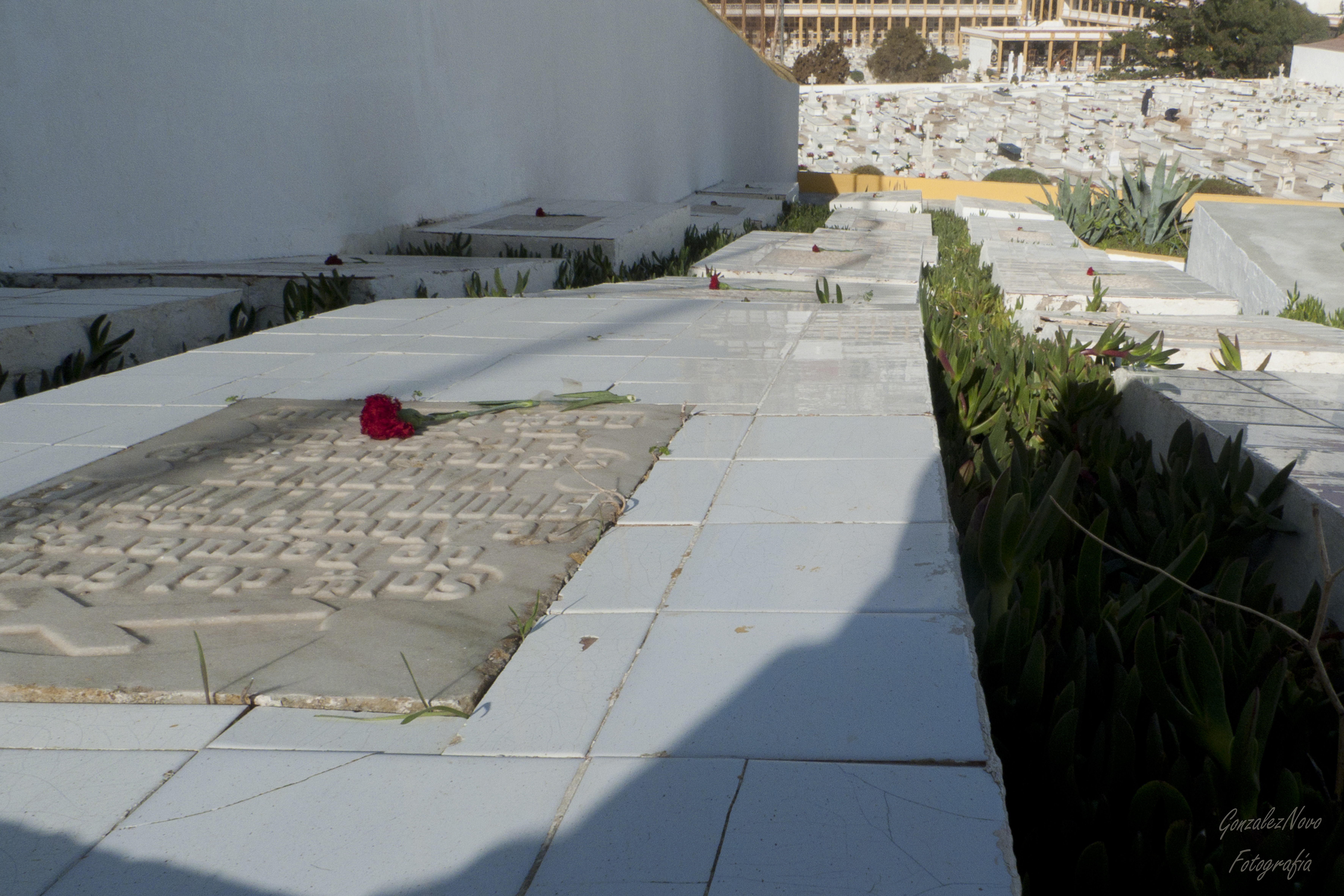
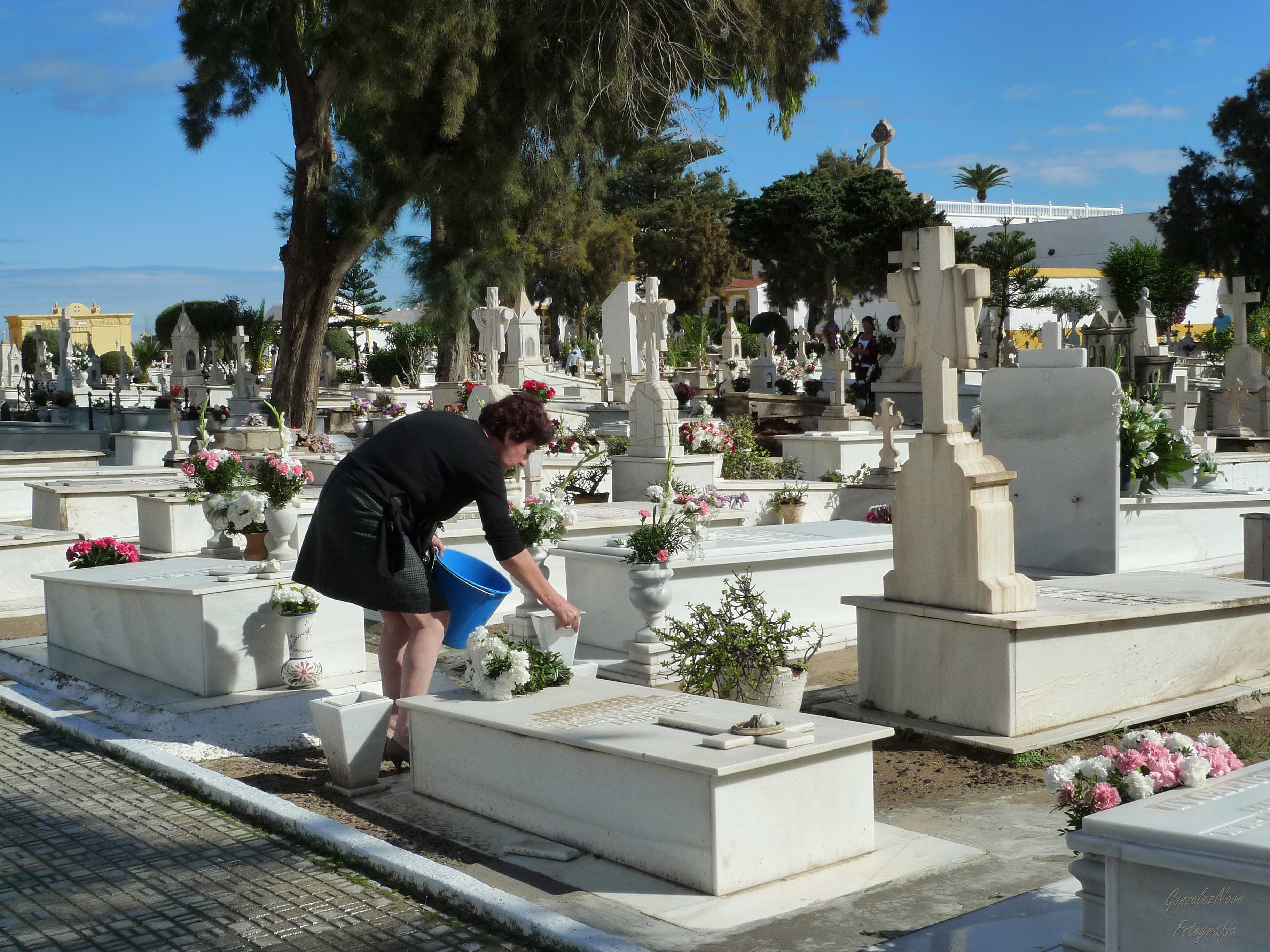
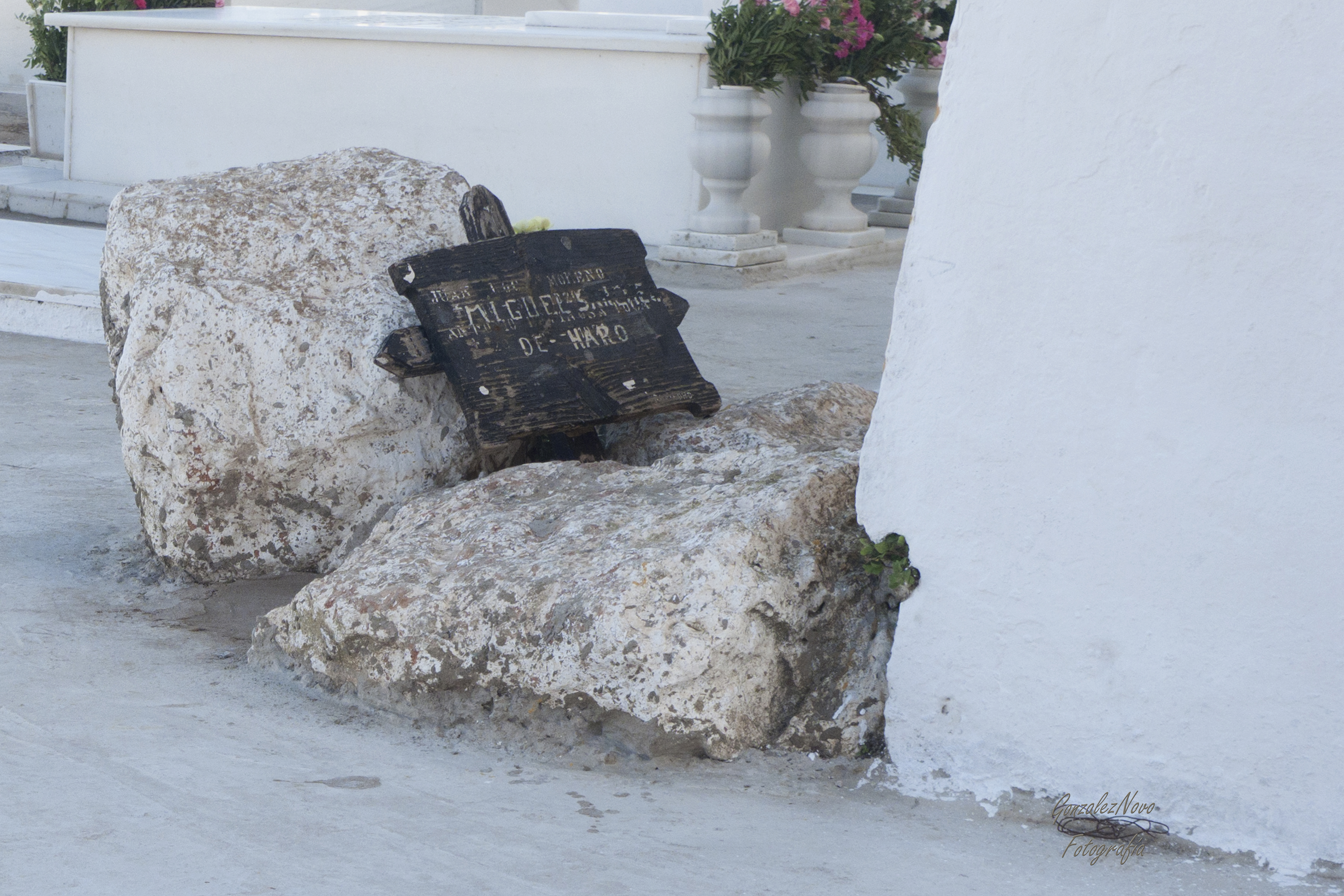
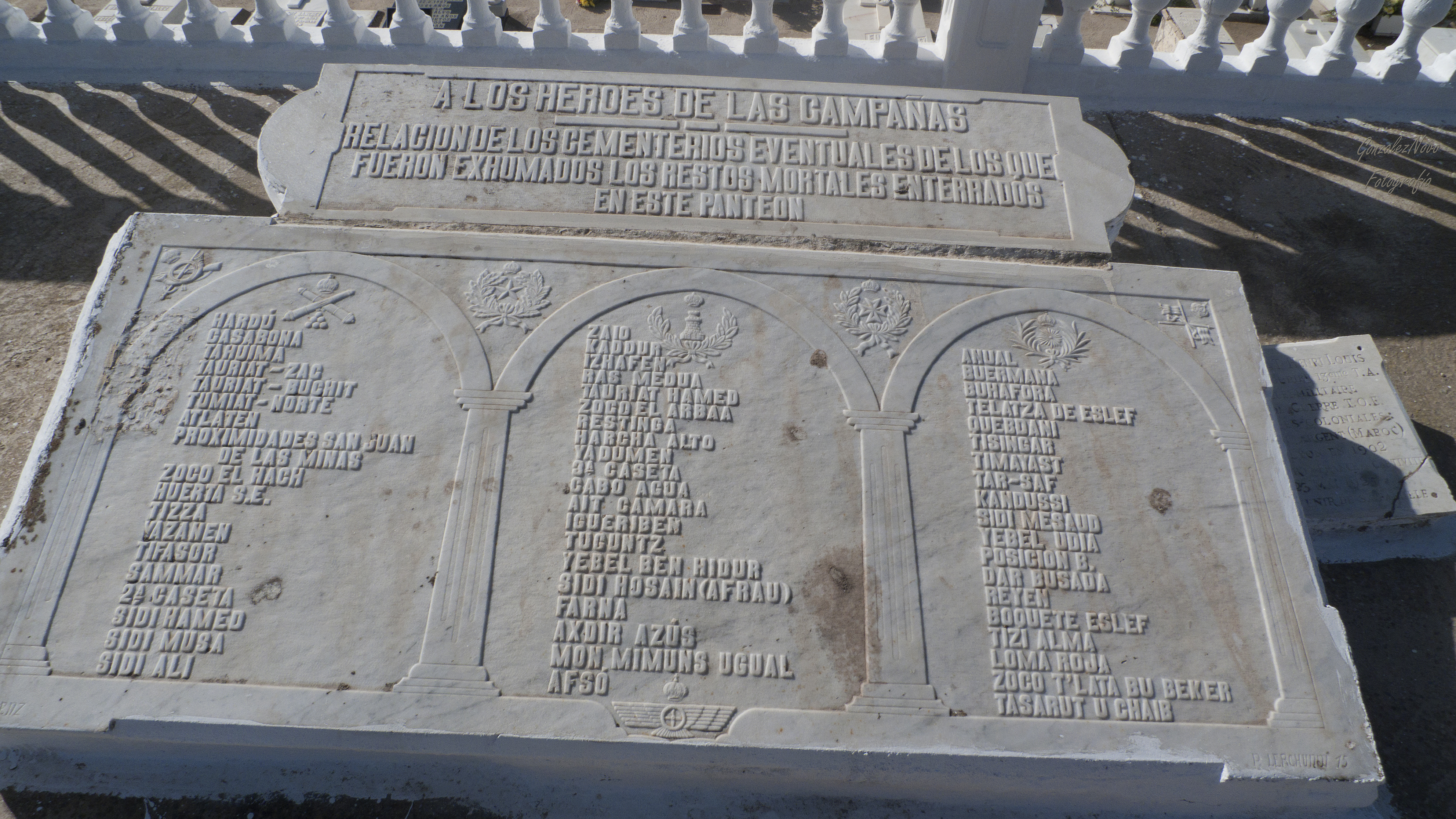
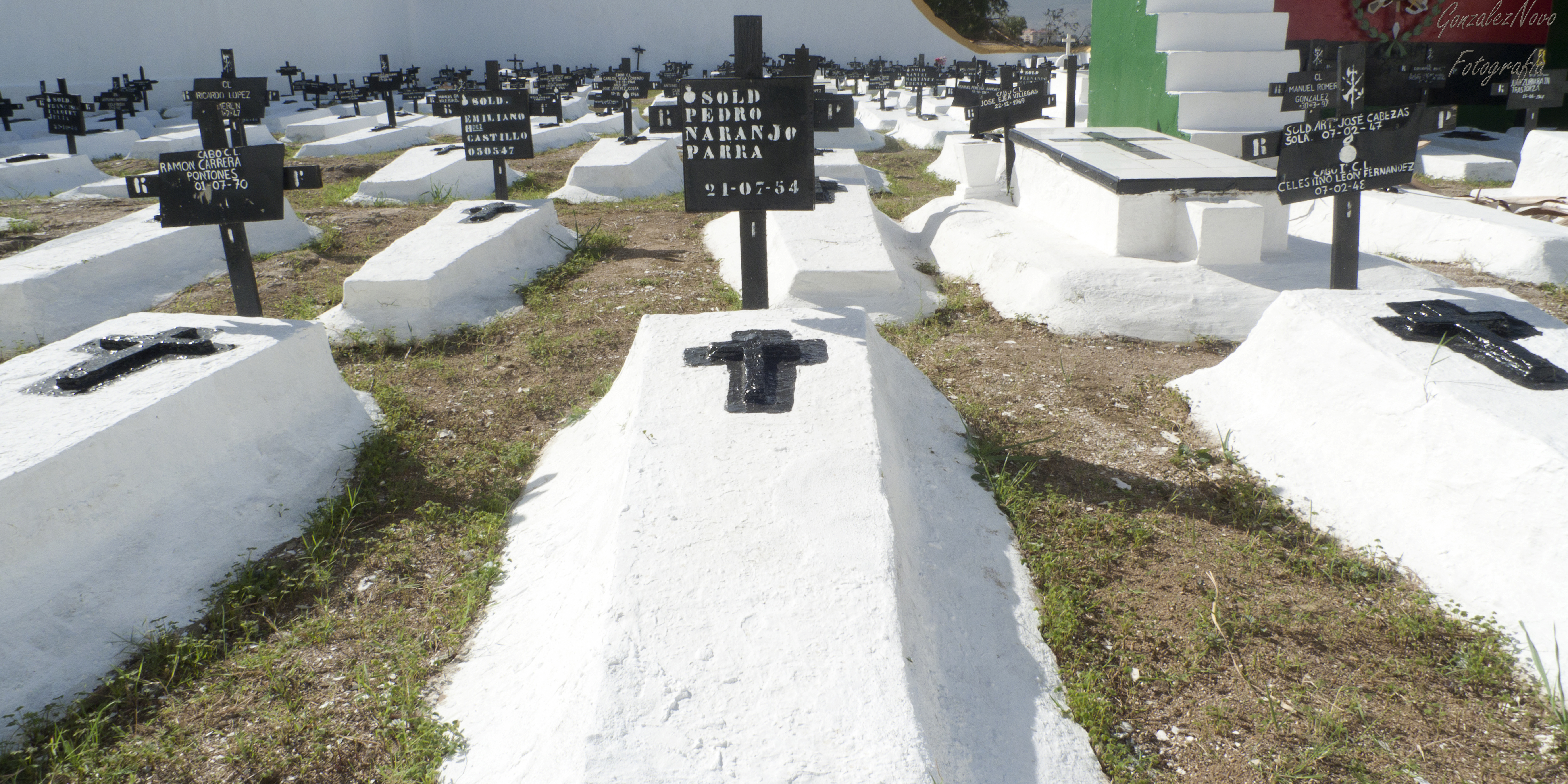
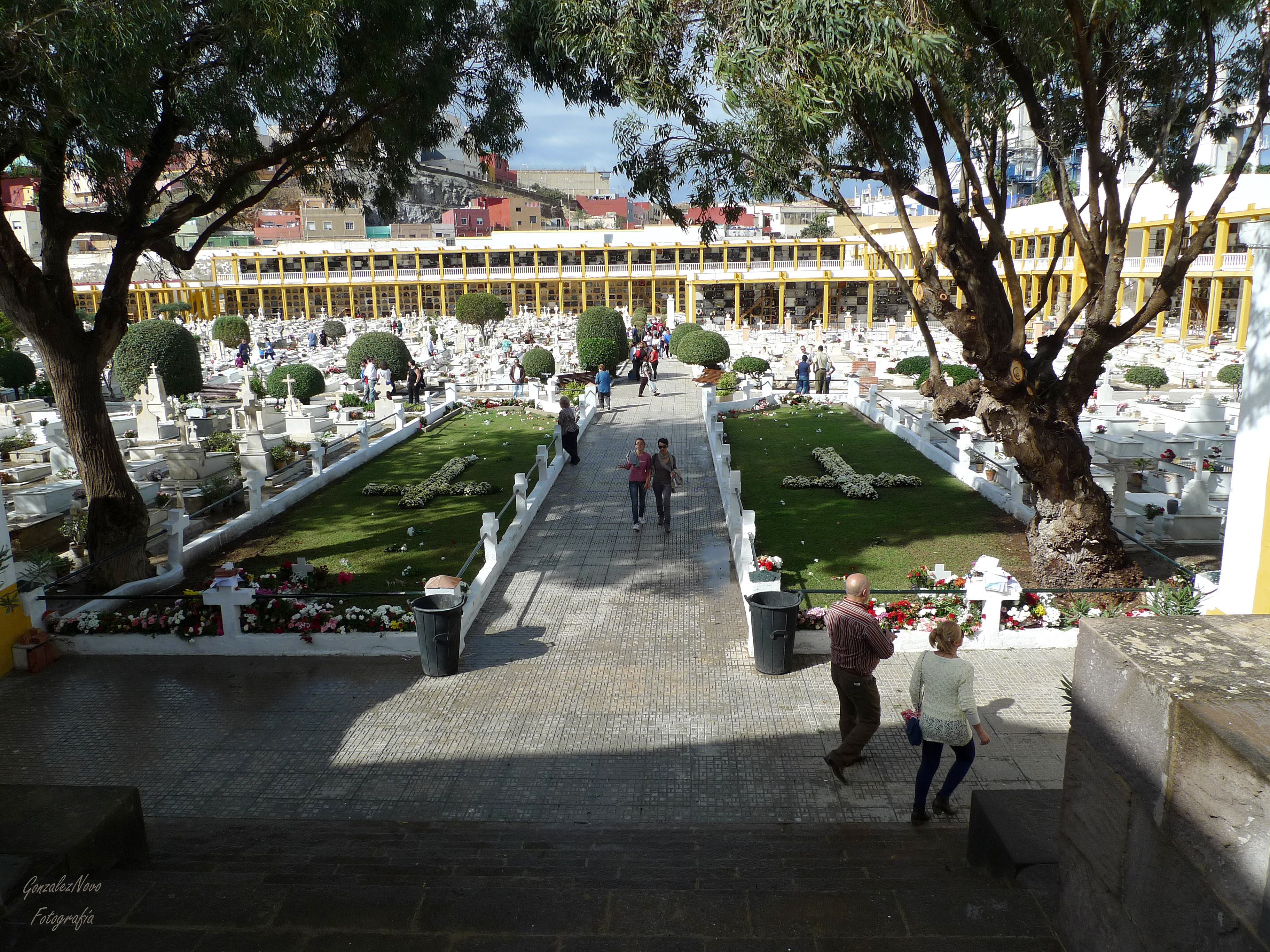
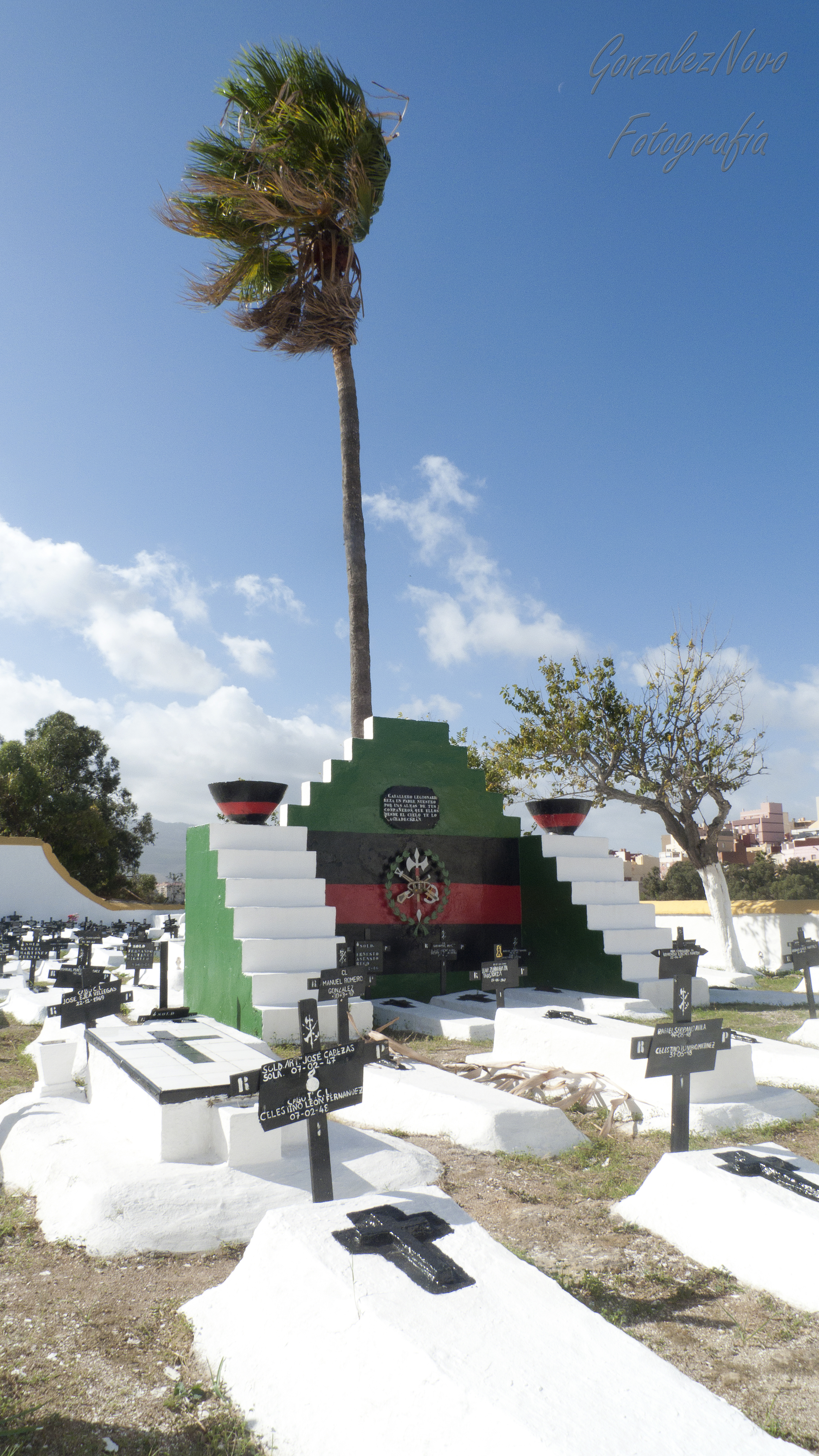
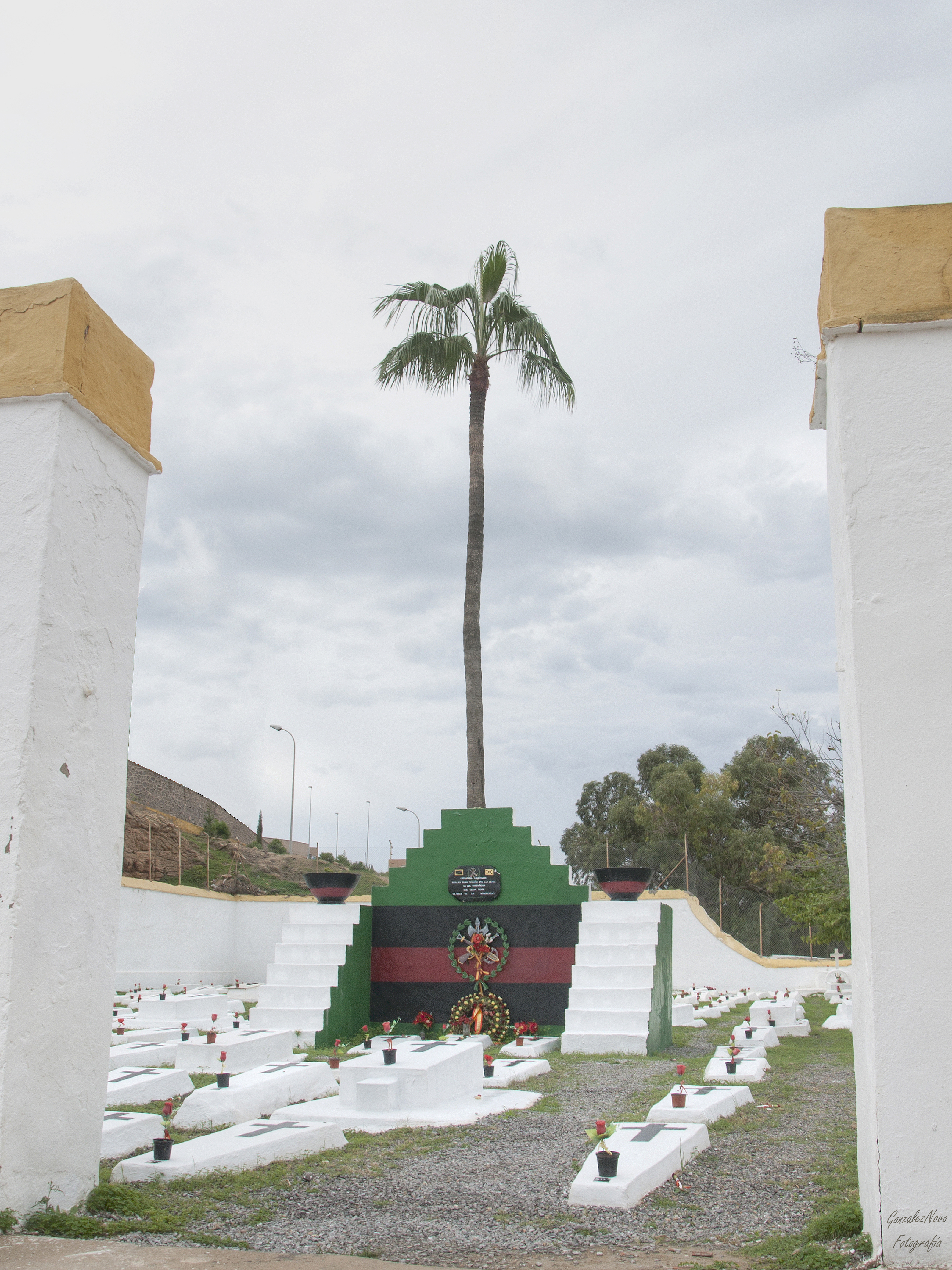
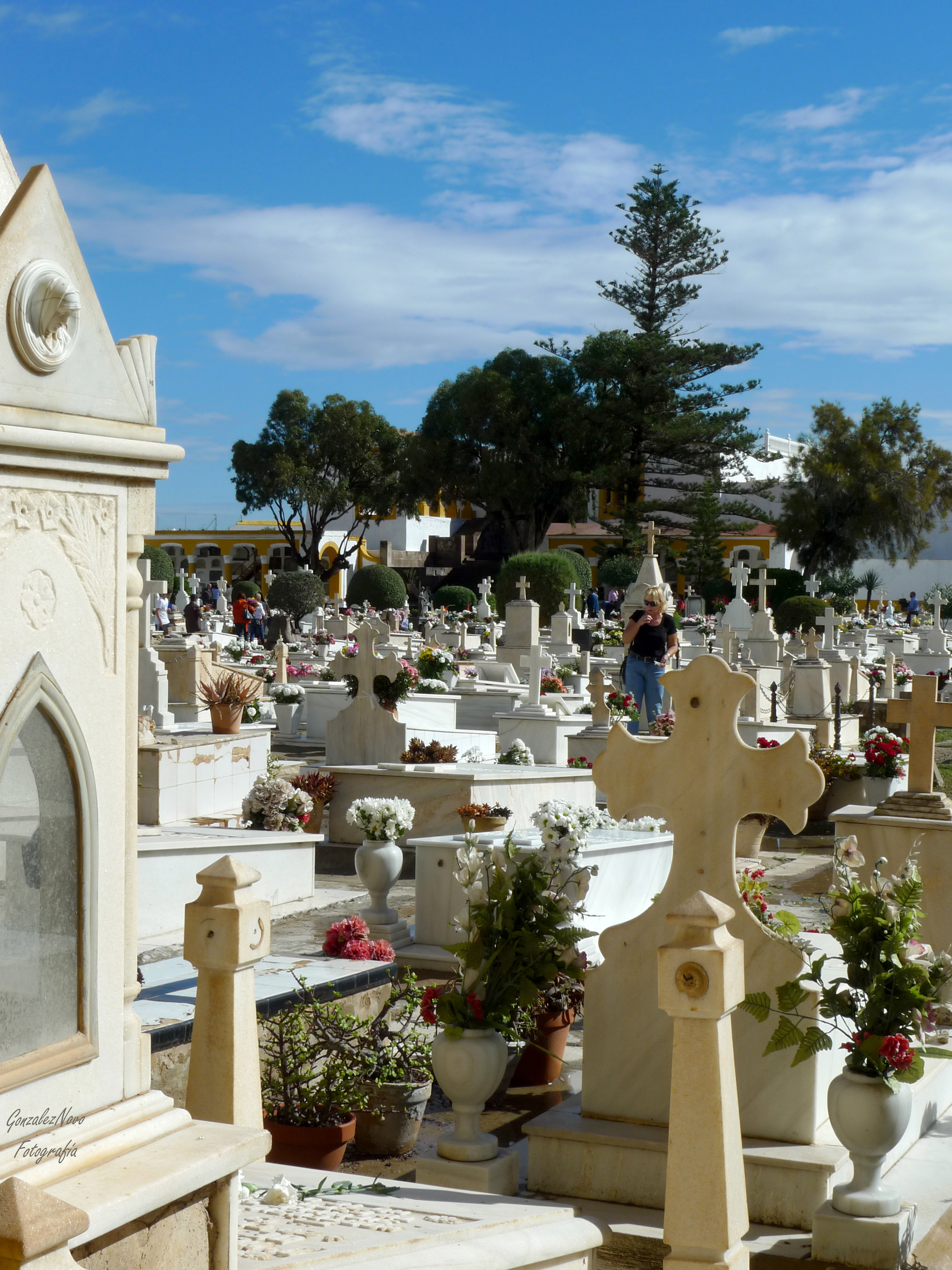

### Mausoleos

#### Panteón Margallo

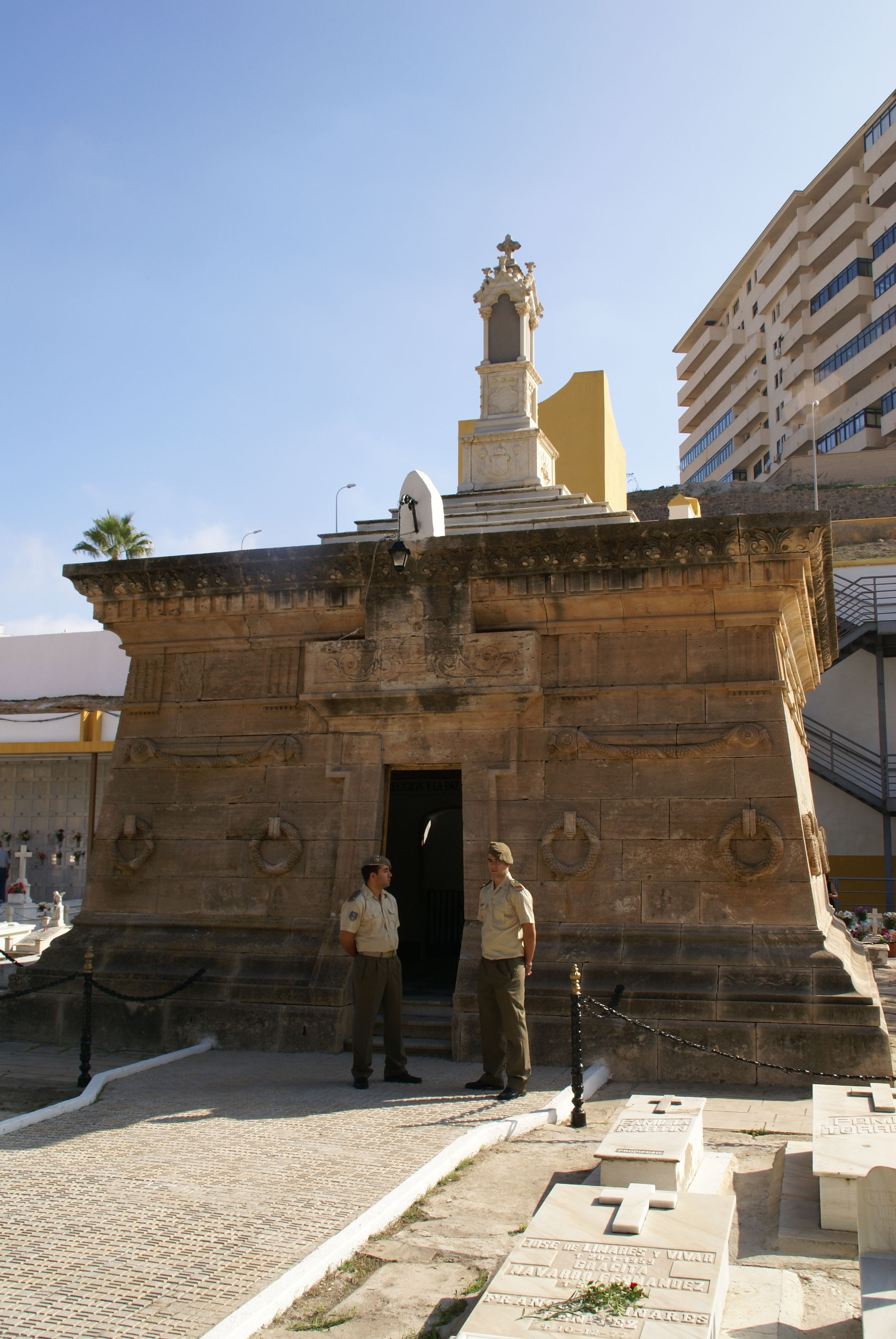
Panteón Margallo

Fue construido en 1893 y 1896 gracias a una suscripción popular a nivel nacional para acoger los restos de los fallecidos de la guerra de Margallo.

#### Panteón de los Héroes

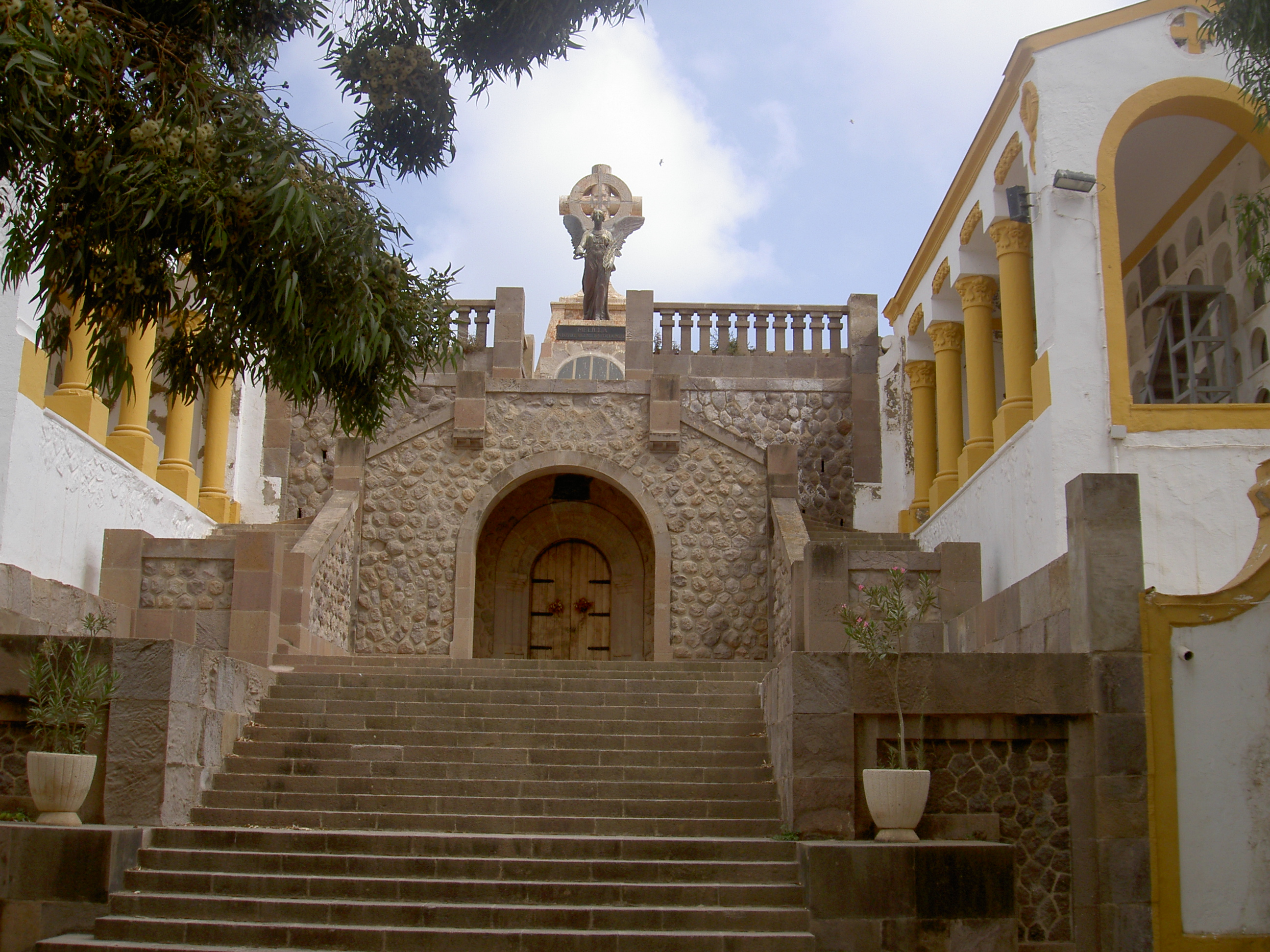
Panteón de los Héroes
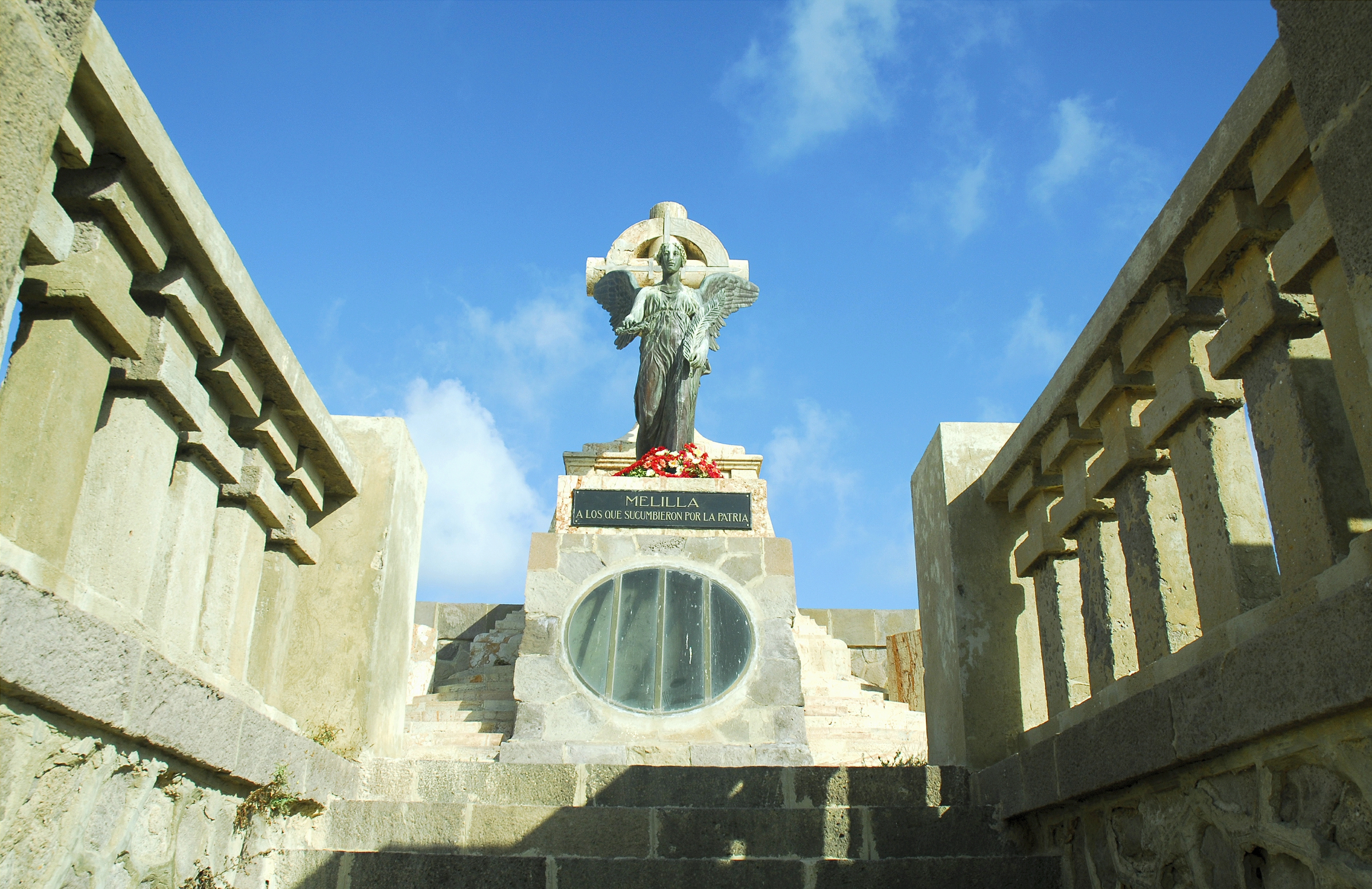
Panteón de los Héroes

Fue levantado con parte del dinero que sobró de la suscripción nacional abierta para socorrer a las familias de los caídos, con proyecto de José de la Gándara.

#### Panteón de Aviación
Fue inaugurado en 1932.

#### Panteón Regulares número 2
Data de 1924 y fue edificado para acoger los restos de los fallecidos del Grupo nº 2 de Regulares de Melilla y oficiales del Arma de Caballería que en un principio fueron Regulares
En él se encuentra la sepultura del general golpista José Sanjurjo.

#### Panteón Regulares 5

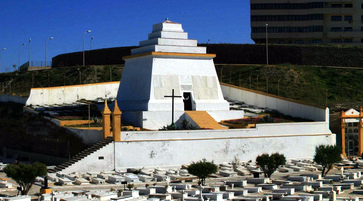
Panteón Regulares número 5

Fue inaugurado en 1927 para acoger los restos de los fallecidos del Grupo nº 5 de Regulares de Alhucemas.
Está construido en piedra de la región, pintada de blanco, con detalles en amarillo y su planta es cuadrada, con una cúspide escalonada que terminaba en un piramidón, hoy desaparecido. En su única planta se sitúa la capilla y las sepulturas.

### Tumbas
Tumba de Benito López Franco, el Soldado de los Milagros